# Natatolana woodjonesi
Natatolana woodjonesi är en kräftdjursart som först beskrevs av Hale1924.  Natatolana woodjonesi ingår i släktet Natatolana och familjen Cirolanidae. Inga underarter finns listade i Catalogue of Life.